# Serenata (Serena Brancale e Alessandra Amoroso)
Serenata è un singolo delle cantanti italiane Serena Brancale e Alessandra Amoroso, pubblicato il 30 maggio 2025 come sesto estratto dall'ottavo album in studio Io non sarei della Amoroso.

## Antefatti e descrizione
Nel corso del Festival di Sanremo 2025, in cui Serena Brancale ha partecipato in gara con il brano Anema e core, Alessandra Amoroso è stata scelta per reinterpretare con la Brancale il brano If I Ain't Got You di Alicia Keys nella quarta serata dedicata alle cover. Nel mese di aprile la stampa ha rilasciato alcune indiscrezioni su una possibile collaborazione tra le due artiste.
Il brano, scritto da entrambe le artiste con Alessandro La Cava e Federica Abbate, è prodotto da Carlo Avarello, Gorbaciof e ITACA, team fondato dal duo musicale Merk & Kremont, e ha anticipato l'uscita dell'album Io non sarei di Alessandra Amoroso, uscito il 13 giugno 2025.

## Accoglienza
Alessandro Alicandri di TV Sorrisi e Canzoni scrive che il brano presenta l'unione di più generi musicali, con riferimenti al flamenco, al sirtaki e alla canzone popolare del Sud Italia, trovandolo per questo motivo «lontano dalle produzioni tipiche dell'estate pop degli ultimi anni, con un racconto appassionante come una commedia romantica», e ritenendo l'incontro vocale delle due artiste «equilibrato».

## Video musicale
Il video musicale, diretto da Marco Braia, è stato pubblicato in concomitanza all'uscita del brano attraverso il canale YouTube dell'Isola degli Artisti.

## Tracce
Testi di Serena Brancale, Alessandra Amoroso, Alessandro La Cava e Federica Abbate, musiche di Eugenio Maimone, Federico Mercuri e Giordano Cremona.
1. Serenata – 3:08

## Formazione
- Serena Brancale – voce
- Alessandra Amoroso – voce
- Carlo Avarello – programmazione, produzione
- Federico Mercuri – programmazione, produzione
- Giordano Cremona – programmazione, produzione
- Gorbaciof – programmazione, produzione

## Classifiche
| Classifica (2025) | Posizione massima |
| ----------------- | ----------------- |
| Italia            | 3                 |